# Liste der Biografien/Coz
Liste der Biografien |
Portal Biografien |
Personensuche
# |
A |
B |
C |
D |
E |
F |
G |
H |
I |
J |
K |
L |
M |
N |
O |
P |
Q |
R |
S |
T |
U |
V |
W |
X |
Y |
Z |
?
 
Ca |
Cb |
Cc |
Ce |
Ch |
Ci |
Cj |
Ck |
Cl |
Cm |
Cn |
Co |
Cr |
Cs |
Ct |
Cu |
Cv |
Cw |
Cy |
Cz
 
Coa–Cod |
Coe–Cok |
Col |
Com |
Con |
Coo–Coq |
Cor |
Cos |
Cot |
Cou |
Cov |
Cow |
Cox |
Coy |
Coz
Die Liste der Biografien führt alle Personen auf, die in der deutschsprachigen Wikipedia einen Artikel haben. Dieses ist eine Teilliste mit 49 Einträgen von Personen, deren Namen mit den Buchstaben „Coz“ beginnt.

## Coz

### Coza
- Cozacu, Ioan (* 1953), rumänischer Cartoonist und Buchillustrator
- Cozarinsky, Edgardo (1939–2024), argentinischer Autor und Filmemacher
- Cozart Fine, Wilma (1927–2009), US-amerikanische Musikproduzentin
- Cozart, Cylk (* 1957), US-amerikanischer Schauspieler und Filmproduzent

### Cozb
- Cozbinov, Alexander (* 1995), moldauischer Tennisspieler

### Coze
- Cozens, Alexander (1717–1786), britischer Landschaftsmaler
- Cozens, Charles (* 1952), kanadischer Dirigent, Arrangeur, Komponist, Akkordeonist und Pianist
- Cozens, Dylan (* 2001), kanadischer Eishockeyspieler
- Cozens, John Robert (1752–1797), englischer Maler
- Cozens, Sydney (1908–1985), englischer Bahnradsportler
- Cozens-Hardy, Herbert, 1. Baron Cozens-Hardy (1838–1920), britischer Jurist und Politiker

### Cozi
- Cozier, Jimmy, US-amerikanischer R&B-Sänger
- Cozio di Salabue, Ignazio Alessandro (1755–1840), italienischer Violinenhändler, -sammler und -fachmann
- Cozio, Carlo, italienischer Schachmeister

### Cozm
- Cozma, Marian (1982–2009), rumänischer Handballspieler
- Cozmiuc, Ionela-Livia (* 1995), rumänische Ruderin
- Cozmiuc, Marius-Vasile (* 1992), rumänischer Ruderer

### Cozo
- Cozolino, Louis (* 1953), US-amerikanischer Psychologe und Psychotherapeut
- Cozorici, Gheorghe (1933–1982), rumänischer Schauspieler

### Cozz
- Cozza, Albert (1910–1983), deutscher Fußballspieler
- Cozza, Cataldo (* 1985), deutsch-italienischer Fußballspieler und TrainerCataldo Cozza (* 1985)

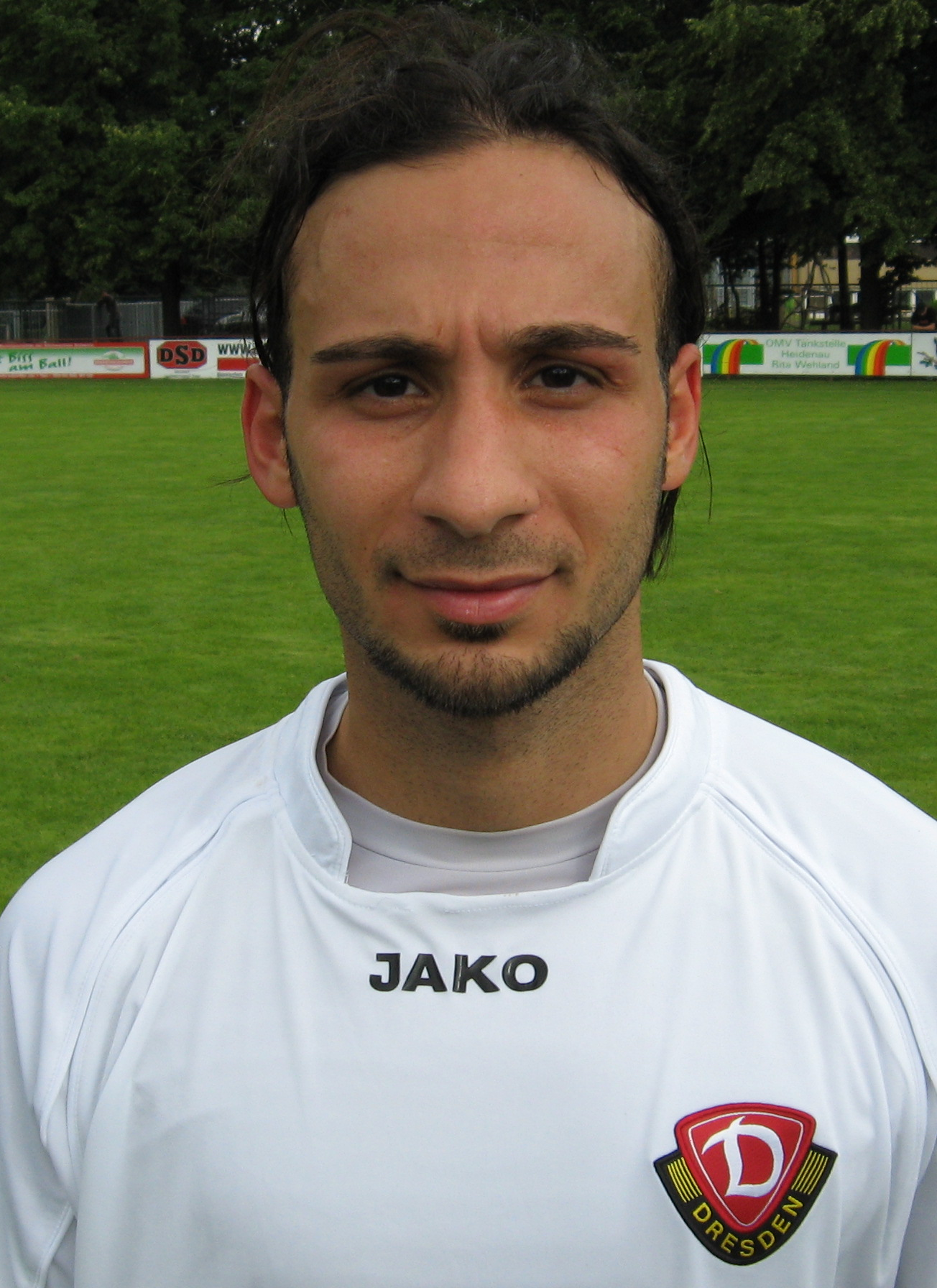
Cataldo Cozza (* 1985)

- Cozza, Francesco (1605–1682), italienischer Maler
- Cozza, Francesco (* 1974), italienischer Fußballspieler
- Cozza, Lorenzo (1654–1729), italienischer Franziskaner, Kardinal und Theologe
- Cozza, Nicolas (* 1999), französisch-italienischer Fußballspieler
- Cozza, Steven (* 1985), US-amerikanischer Radrennfahrer
- Cozzagli, Riccardo (1896–1965), italienischer Bauingenieur und Kommunalpolitiker
- Cozzani, Ettore (1884–1971), italienischer Schriftsteller
- Cozzarelli, Giacomo (1453–1515), italienischer Maler
- Cozzarelli, Guidoccio († 1517), italienischer Maler und Buchmaler
- Cozzens, Abraham M. (1811–1868), US-amerikanischer Kaufmann und Kunstsammler
- Cozzens, Andrew (* 1968), US-amerikanischer Geistlicher, römisch-katholischer Bischof von Crookston
- Cozzens, Donald (1939–2021), römisch-katholischer Geistlicher und Autor
- Cozzens, James Gould (1903–1978), US-amerikanischer Schriftsteller
- Cozzens, Mimi (1935–2021), US-amerikanische Schauspielerin
- Cozzens, William C. (1811–1876), US-amerikanischer Politiker
- Cozzi, Gaetano (1922–2001), italienischer Historiker
- Cozzi, Julio (1922–2011), argentinischer Fußballspieler
- Cozzi, Luigi (* 1947), italienischer Filmregisseur
- Cozzi, Melina (* 1987), argentinisch-italienische Handballspielerin
- Cozzi, Vincenzo (1926–2013), italienischer Geistlicher, römisch-katholischer Bischof von Melfi-Rapolla-Venosa
- Cozzio, Mario (* 1993), Schweizer Politiker (GLP)
- Cozzio, Trudy (* 1958), Schweizer Politikerin (Die Mitte)
- Cozzolani, Chiara Margarita (* 1602), italienische Sängerin und Komponistin
- Cozzoli, Mauro (* 1946), italienischer Geistlicher und Moraltheologe
- Cozzolino, Andrea (* 1962), italienischer Politiker (PD), MdEP
- Cozzolino, Enzo (1948–1972), italienischer Alpinist und Kletterer
- Cozzolino, Gianni (* 1950), italienischer Filmregisseur
- Cozzolino, Kei (* 1987), italienischer Autorennfahrer